# 好歌茹芸
《好歌茹芸》（Valen Hsu Greatest Hits）為許茹芸的精選輯，於2011年5月13日發行。

## 專輯簡介
國語歌壇的慣例，歌手跳槽後，前東家例行性的精選輯。

## 曲目

### CD 1
1、淚海
曲：季忠平；詞：季忠平/許常德；編曲、製作人：陳進興
2、愛情電影 feat.熊天平
曲：黃怡；詞：許常德；編曲：屠穎；製作人：袁惟仁
3、四季
曲：陳珊妮；詞：陳珊妮；編曲：張翰群；製作人：Peter Wong
4、如果雲知道
曲：季忠平；詞：季忠平/許常德；編曲：屠穎；製作人：劉天健/徐德昌
5、難得好天氣
曲：潘協慶；詞：林夕；編曲：蔡德才（普普樂團）@人山人海；製作人：黃耀明/蔡德才@人山人海
6、破曉
曲：郭子；詞：許常德；編曲：王豫民；製作人：劉天健/徐德昌
7、沙漏
曲：左宏元；詞：許常德；編曲：惠元；製作人：涂惠元
8、心蝕
曲：陳小霞；詞：姚若龍；編曲：王豫民；製作人：袁惟仁
9、恆星 feat.蘇永康
曲：劉天健；詞：施人誠；編曲：屠穎；製作人：劉天健/徐德昌/黃怡
10、我們的愛情病了
曲：黃國倫；詞：姚若龍；編曲：鮑比達；製作人：黃國倫
11、貓與鋼琴
曲：許茹芸；詞：許常德；編曲：屠穎；製作人：Peter Wong
12、相片生活
曲：李泉；詞：李泉；編曲：李泉/彭程；製作人：林明陽
13、星星是窮人的鑽石 feat.齊秦/熊天平/阮丹青
曲：袁惟仁；詞：許常德；編曲：洪敬堯；製作人：袁惟仁

### CD 2
1、美夢成真
曲：潘協慶；詞：許常德；編曲：屠穎；製作人：黃怡/徐德昌
2、日光機場
曲：郭子；詞：許常德；編曲：涂惠元；製作人：劉天健/徐德昌
3、一直是晴天
曲：陳建寧/陳政卿；詞：許常德；編曲：屠穎；製作人：徐德昌/黃怡
4、我依然愛你
曲：劉天健；詞：許常德；編曲：屠穎；製作人：劉天健/徐德昌
5、我有一簾幽夢
曲：陳進興；詞：瓊瑤；編曲、製作人：陳進興
6、你的眼睛 feat.熊天平
曲：熊天平；詞：許常德；編曲：屠穎；製作人：劉天健/徐德昌
7、你是最愛
曲：劉天健；詞：許常德/李素珍；編曲：屠穎；製作人：劉天健/徐德昌
8、執著
曲：梁偉豐；詞：唐玉璇；編曲：江建民；製作人：Peter Wong
9、沒有你的聖誕節
曲：黃韻玲；詞：黃韻玲；編曲：Andy Mollard；製作人：黃韻玲
原唱：黃韻玲1988年專輯《沒有你的聖誕節》
10、看透
曲：張洪量；詞：張洪量；編曲：鮑比達；製作人：Peter Wong
11、騙自己
曲：薛忠銘；詞：鄔裕康；編曲：屠穎；製作人：Peter Wong
12、鄰居
曲：許茹芸；詞：許常德；編曲：洪敬堯；製作人：袁惟仁
13、Don't say goodbye
曲：黃中原；詞：謝銘祐/許常德；編曲：屠穎；製作人：黃怡/徐德昌

### CD 3
1、獨角戲
曲：季忠平；詞：許常德；編曲：涂惠元/徐德昌；製作人：劉天健/徐德昌
2、突然想愛你
曲：許茹芸；詞：許茹芸；編曲：陳飛午；製作人：劉天健/袁惟仁
3、真愛無敵
曲：李宗盛；詞：李宗盛；編曲：Mac Chew；製作人：李宗盛
4、愛在黑夜
曲：劉天健；詞：許常德；編曲：王豫民；製作人：劉天健/徐德昌
5、不愛我放了我
曲：陳曉娟；詞：陳曉娟；編曲：涂惠元；製作人：劉天健/徐德昌
6、永不結束的故事  feat.阮丹青
曲：薛忠銘；詞：許常德；編曲：涂惠元；製作人：薛忠銘
7、討好
曲：Tori Amos；詞：何啟弘；編曲：鮑比達；製作人：Peter Wong
原曲：Tori Amos 的「Winter」
8、金絲雀
曲：許茹芸；詞：王中言；編曲：陳飛午；製作人：袁惟仁
9、承擔
曲：陳曉娟；詞：陳曉娟；編曲：王繼康；製作人：袁惟仁/徐德昌
10、半首歌
曲：袁惟仁；詞：袁惟仁；編曲：江建民；製作人：袁惟仁
11、秘密
曲：梁偉豐；詞：姚若龍；編曲：鮑比達；製作人：Peter Wong
12、單身日記（四季歌）
曲：郭子；詞：鄔裕康；編曲：涂惠源；製作人：Peter Wong
13、蝸牛 feat.齊秦/熊天平/動力火車/李潔
曲：周杰倫；詞：周杰倫；編曲：吳慶隆；製作人：黃怡